# Netelia nubigenus
Netelia nubigenus là một loài tò vò trong họ Ichneumonidae.